# Eustala nigerrima
Eustala nigerrima är en spindelart som beskrevs av Cândido Firmino de Mello-Leitão 1940. Eustala nigerrima ingår i släktet Eustala och familjen hjulspindlar. Inga underarter finns listade i Catalogue of Life.